# Destel
Destel ist eine kleine Ortschaft wenige Kilometer nördlich des Mittellandkanals. Sie gehört zur Gemeinde Stemwede, deren südlichster Gemeindeteil es ist, im nordrhein-westfälischen Kreis Minden-Lübbecke.

## Geschichte

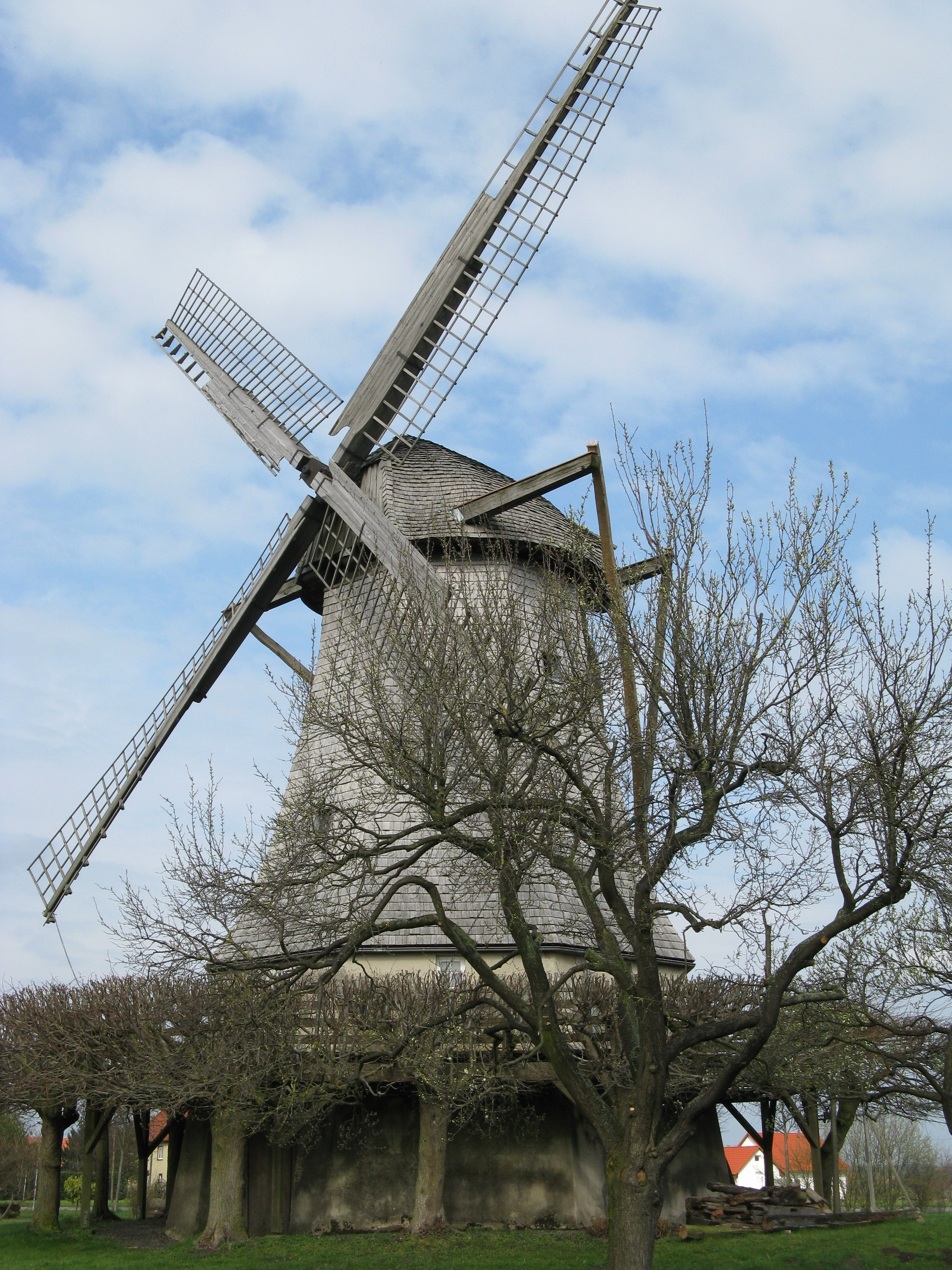
Windmühle

969 wird Destel erstmals urkundlich erwähnt. Destel gehörte bis zur Franzosenzeit zur Vogtei Levern im Amt Reineberg des Fürstentums Minden. Von 1807 bis 1810 gehörte der Ort zum Kanton Levern des napoleonischen Satellitenstaats Königreich Westphalen. Von 1811 bis 1813 gehörte Destel unmittelbar zu Frankreich und dort zur Mairie Levern im Arrondissement Minden des Departements der Oberen Ems. 1816 kam Destel zum neuen Kreis Rahden, aus dem 1832 der Kreis Lübbecke wurde. Im Kreis Lübbecke bildete Destel eine Gemeinde des Amtes Levern. Am 1. April 1936 blieb nur noch etwa ein Drittel des bisherigen Gemeindegebietes (8,49 km²) bei Destel. Das übrige Gebiet (16,78 km²) wurde zur Bildung der neuen Gemeinde Twiehausen abgegeben.
Nachdem im Jahre 1959 die alte Schule verkauft und zu Wohnungen umgebaut wurde, konnte am 15. Januar 1960 die neue Schule eingeweiht werden. Bereits nach kurzer Zeit (1973) wurde die Schule im Zuge der Schulreform des Landes Nordrhein-Westfalen wieder geschlossen.
Am 1. Januar 1973 wurde Destel im Rahmen der nordrhein-westfälischen Gebietsreform in die neue Gemeinde Stemwede eingegliedert.

## Sehenswürdigkeiten
Sehenswert ist die Windmühle (Galerie-Holländer) von Anfang des 19. Jahrhunderts. Die Mühle ist ein Teil der Westfälischen Mühlenstraße.

## Verkehr
Die nächste Anschlussstelle ist Bünde an der A 30.